# Parén
Parén (en rus: Парень) és un poble del krai de Kamtxatka, a Rússia, que el 2021 tenia 57 habitants. Pertany al districte de Kàmenskoie.